# Ingegerd de Norvège
 Ingegerd de Norvège (1046 ? - 1120 ?) fut reine de Danemark en tant qu'épouse du roi Oluf Ier de Danemark, puis reine de Suède en tant qu'épouse du roi Philippe de Suède.

## Biographie
Ingegerd est la première reine de Suède sur laquelle on possède de la documentation. Fille de Harald III de Norvège et d'Élisabeth de Kiev. Elle épouse d'abord Olaf Ier de Danemark. Cette union est arrangée dans le cadre d'un accord de paix entre les deux royaumes;  la princesse Ingerid de Danemark, épouse à la même époque son demi-frère Olaf III de Norvège. Son union reste stérile.
Après la mort de son mari le 18 août 1095 devenue veuve, elle se rend dans le royaume de Suède où elle épouse Philippe de Suède le fils d'Halstein, qui devient roi en 1110 et meurt en 1118. On ignore si elle lui donne des enfants. Les années de sa naissance et de sa mort sont hypothétiques, et il est seulement sûr qu'elle survit à son second époux.